# Michigan-Maler

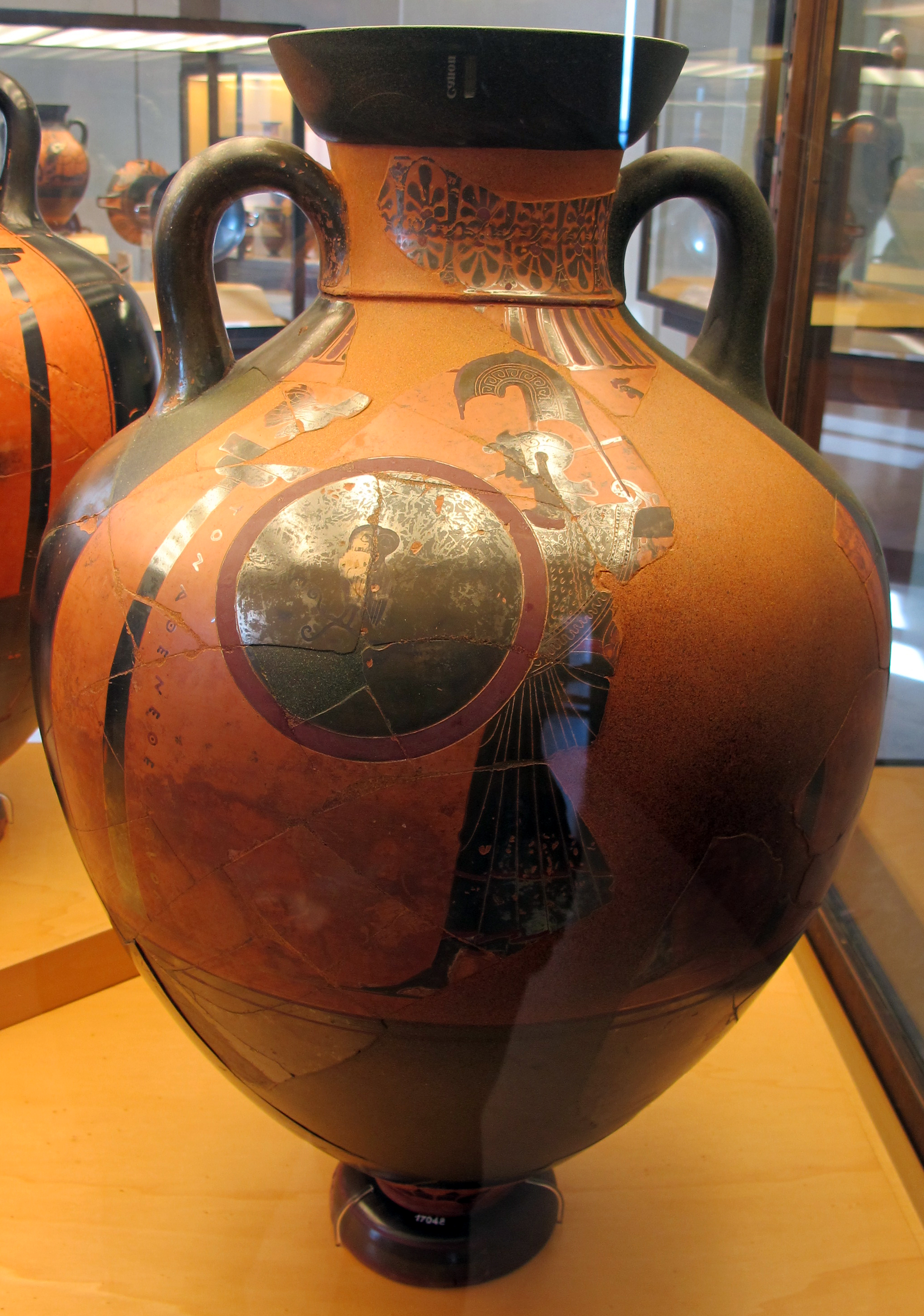
Panathenäische Preisamphore aus dem Museo Gregoriano Etrusco.

Der Michigan-Maler (englisch Michigan Painter) war ein attisch-schwarzfiguriger Vasenmaler, der im letzten Viertel des 6. Jahrhunderts v. Chr. in Athen wirkte. Benannt wurde er von John D. Beazley nach einer Halsamphora im Kelsey Museum of Archaeology der University of Michigan in Ann Arbor.
Der zur Perizoma-Gruppe gehörende Maler bemalte vor allem Stamnoi und kleine Halsamphoren der Punkt-Band-Klasse; auch die Halsamphoren der Gruppe, die von Beazley ursprünglich als Gruppe von Brüssel R 312 zusammengestellt wurden, sind von ihm. Daneben bemalte er Oinochoen und Lekythen. Er bemalte auch die Rückseiten von Panathenäischen Preisamphoren, deren Vorderseiten vom Maler der Havanna-Eule dekoriert wurden.